# スチュアート・ウッディ・ウッド
スチュアート・ウッディ・ウッド (Stuart "Woody" Wood) の愛称で知られる、スチュアート・ジョン・ウッド（Stuart John Wood、1957年2月25日 - ）は、スコットランドのミュージシャン、ソングライター、音楽プロデューサーで、1970年代のバンドだったベイ・シティ・ローラーズのギタリスト、ベーシストとして最もよく知られている。
ウッドは、1974年にベイ・シティ・ローラーズに参加し、当初はリズムギター担当であったが、1976年にベースのアラン・ロングミュアーが脱退した後、ベースに転向した。
ベイ・シティ・ローラーズが全盛期を過ぎ、活動休止となった後も、ウッドは様々な再結成の機会にしばしば参加しており、2015年から2016年にかけては、レスリー・マッコーエン、アラン・ロングミュアーとともに、ベイ・シティ・ローラーズ名義でイギリス各地で公演をおこない、注目された。
その後も彼は、自らが率いる新世代のベイ・シティ・ローラーズと世界をツアーし続けており、2018年には来日公演もおこなった。また音楽産業の裏方として、自ら設立した The Music Kitchen を通した音楽プロデューサーとしての活動もおこなっている。2020年現在では、彼自身と3人のメンバーから成る Rollers というバンドでギターを演奏している。